# Vua sư tử (nhạc phim)
The Lion King: Original Motion Picture Soundtrack là album nhạc phim đến từ bộ phim hoạt hình của Disney năm 1994, Vua sư tử, được phát hành vào ngày 27 tháng 4 năm 1994 trên CD và cassette. Nó bao gồm nhiều đoạn nhạc phim được viết bởi Elton John, Time Rice và được biên soạn bởi Hans Zimmer.
| Đánh giá chuyên môn | Đánh giá chuyên môn |
| Nguồn đánh giá      | Nguồn đánh giá      |
| Nguồn               | Đánh giá            |
| ------------------- | ------------------- |
| AllMusic            | [ 1 ]               |
| Robert Christgau    | C                   |
| Filmtracks          | [ 3 ]               |
| Vox                 | (10/10)             |
| Sputnikmusic        | 5/5                 |

Walt Disney Records còn phát hành thêm một phiên bản mở rộng của album là The Legacy Collection: The Lion King  vào ngày 24 tháng 6 năm 2014, chứa thêm các bản nhạc có thời lượng 30 phút chưa từng được nghe trong phim. Phiên bản này được phối lại bởi Alan Meyerson.

## Danh sách bài hát
Tất cả nhạc phẩm được soạn bởi Elton John với lời bởi Tim Rice. Biên soạn nhạc nền bởi Hans Zimmer.
| The Lion King (Original Motion Picture Soundtrack) | The Lion King (Original Motion Picture Soundtrack)                     | The Lion King (Original Motion Picture Soundtrack)                             | The Lion King (Original Motion Picture Soundtrack) |
| STT                                                | Nhan đề                                                                | Thể hiện                                                                       | Thời lượng                                         |
| -------------------------------------------------- | ---------------------------------------------------------------------- | ------------------------------------------------------------------------------ | -------------------------------------------------- |
| 1.                                                 | "Circle Of Life"                                                       | Carmen Twillie và Lebo M.                                                      | 3:59                                               |
| 2.                                                 | "I Just Can't Wait to Be King"                                         | Jason Weaver, Rowan Atkinson, và Laura Williams                                | 2:50                                               |
| 3.                                                 | "Be Prepared"                                                          | Jeremy Irons, Whoopi Goldberg, Cheech Marin, và Jim Cummings                   | 3:40                                               |
| 4.                                                 | "Hakuna Matata"                                                        | Nathan Lane, Ernie Sabella, Jason Weaver, và Joseph Williams                   | 3:33                                               |
| 5.                                                 | "Can You Feel the Love Tonight"                                        | Joseph Williams, Sally Dworsky, Nathan Lane, Ernie Sabella, và Kristle Edwards | 2:57                                               |
| 6.                                                 | "This Land"                                                            | Hans Zimmer                                                                    | 2:55                                               |
| 7.                                                 | "...To Die For"                                                        | Hans Zimmer                                                                    | 4:17                                               |
| 8.                                                 | "Under the Stars"                                                      | Hans Zimmer                                                                    | 3:45                                               |
| 9.                                                 | "King of Pride Rock (có chứa một đoạn điệp khúc của "Circle of Life")" | Hans Zimmer                                                                    | 5:59                                               |
| 10.                                                | "Circle Of Life"                                                       | Elton John                                                                     | 4:51                                               |
| 11.                                                | "I Just Can't Wait to Be King"                                         | Elton John                                                                     | 3:37                                               |
| 12.                                                | "Can You Feel the Love Tonight"                                        | Elton John                                                                     | 4:01                                               |
| Tổng thời lượng:                                   | Tổng thời lượng:                                                       | Tổng thời lượng:                                                               | 46:40                                              |

| The Lion King: Special Edition | The Lion King: Special Edition          | The Lion King: Special Edition                 | The Lion King: Special Edition |
| STT                            | Nhan đề                                 | Nghệ sĩ                                        | Thời lượng                     |
| ------------------------------ | --------------------------------------- | ---------------------------------------------- | ------------------------------ |
| 13.                            | "The Morning Report"                    | James Earl Jones, Jeff Bennett và Evan Saucedo | 1:36                           |
| 14.                            | "Can You Feel the Love Tonight" (Remix) | Elton John                                     | 4:08                           |
| Tổng thời lượng:               | Tổng thời lượng:                        | Tổng thời lượng:                               | 5:44                           |

## Xếp hạng
Nhạc phim đã được đặt và chuyển đi hơn 10 triệu bản tại Mĩ và cuối cùng đạt gấp 10 lần bạch kim vào năm 1995 từ các chứng nhận, khiến album trở thành nhạc phim bán chạy nhất từ trước tới nay từ một bộ phim hoạt hình. Theo Nielsen Soundscan, tính đến tháng 4 năm 2014, nhạc phim đã bán được tổng cộng 7 triệu bản tại Mỹ.
Vào năm 2010, Rhapsody gọi album này là một trong những album vĩ đại nhất của Disney và Pixar.
Album đã xuất hiện trong bảng xếp hạng Billboard 200 năm 1994 của Hoa Kỳ và nắm vị trí số 1.

### Xếp hạng tuần
| Bảng xếp hạng (1994)              | Vị trí cao nhất |
| --------------------------------- | --------------- |
| Australian ARIA Album Chart       | 3               |
| Austrian Albums Chart             | 4               |
| Belgian Albums Chart (Flanders)   | 16              |
| Belgian Albums Chart (Wallonia)   | 5               |
| Canadian RPM Albums Chart         | 1               |
| Dutch Albums Chart                | 6               |
| Finnish Albums Chart              | 19              |
| French SNEP Albums Chart          | 1               |
| German Media Control Albums Chart | 7               |
| Japanese Oricon Albums Chart      | 20              |
| New Zealand Albums Chart          | 1               |
| Swedish Albums Chart              | 4               |
| Swiss Albums Chart                | 1               |
| U.S. Billboard 200                | 1               |

### Xếp hạng cuối năm
| Bảng xếp hạng (1994)    | Vị trí |
| ----------------------- | ------ |
| Australian Albums Chart | 6      |
| Canadian Albums Chart   | 4      |
| French Albums Chart     | 4      |
| U.S. Billboard 200      | 4      |
| Bảng xếp hạng (1995)    | Vị trí |
| Australian Albums Chart | 32     |
| Austrian Albums Chart   | 17     |
| Canadian Albums Chart   | 26     |
| German Albums Chart     | 37     |
| Swiss Albums Chart      | 19     |
| U.S. Billboard 200      | 10     |

### Xếp hạng thập kỉ
| Bảng xếp hạng (1990–1999) | Vị trí |
| ------------------------- | ------ |
| U.S. Billboard 200        | 21     |

## Chứng nhận
| Quốc gia                                                                           | Chứng nhận          | Số đơn vị/doanh số chứng nhận |
| Phát hành album gốc                                                                | Phát hành album gốc | Phát hành album gốc           |
| ---------------------------------------------------------------------------------- | ------------------- | ----------------------------- |
| Áo (IFPI Áo)                                                                       | Bạch kim            | 50.000*                       |
| Bỉ (BEA)                                                                           | Bạch kim            | 50.000*                       |
| Brazil                                                                             | —                   | 1,200,000                     |
| Canada (Music Canada)                                                              | Kim cương           | 1.000.000^                    |
| Pháp (SNEP)                                                                        | Bạch kim            | 1,260,000                     |
| Đức (BVMI)                                                                         | 3× Bạch kim         | 1.500.000^                    |
| Nhật Bản (RIAJ)                                                                    | Vàng                | 0^                            |
| Hà Lan (NVPI)                                                                      | Bạch kim            | 100.000^                      |
| New Zealand (RMNZ)                                                                 | Bạch kim            | 15.000^                       |
| Ba Lan (ZPAV)                                                                      | Vàng                | 50.000*                       |
| Thụy Điển (GLF)                                                                    | Vàng                | 50.000^                       |
| Thụy Sĩ (IFPI)                                                                     | 2× Bạch kim         | 100.000^                      |
| Anh Quốc (BPI)                                                                     | Bạch kim            | 300.000^                      |
| Hoa Kỳ (RIAA)                                                                      | Kim cương           | 10.000.000^                   |
| Tổng hợp                                                                           |                     |                               |
| Châu Âu (IFPI)                                                                     | 3× Bạch kim         | 3.000.000*                    |
| Bản thu âm gốc                                                                     |                     |                               |
| Úc (ARIA)                                                                          | Vàng                | 35.000^                       |
| Pháp (SNEP)                                                                        | Vàng                | 100,000*                      |
| Đức (BVMI)                                                                         | Vàng                | 250.000^                      |
| Anh Quốc (BPI)                                                                     | Bạc                 | 60.000^                       |
| Hoa Kỳ (RIAA)                                                                      | Bạch kim            | 1.000.000^                    |
| Sing-Along                                                                         |                     |                               |
| Anh Quốc (BPI)                                                                     | Bạc                 | 60.000^                       |
| Hoa Kỳ (RIAA)                                                                      | 2× Bạch kim         | 1,000,000^                    |
| Hans Zimmer tái phát hành                                                          |                     |                               |
| Anh Quốc (BPI)                                                                     | Bạc                 | 60.000^                       |
| Tổng hợp                                                                           |                     |                               |
| Worldwide (IFPI) Tổng doanh thu                                                    | —                   | 18,255,035                    |
| * Chứng nhận dựa theo doanh số tiêu thụ. ^ Chứng nhận dựa theo doanh số nhập hàng. |                     |                               |